# Berembang
Berembang is een bestuurslaag in het regentschap Muaro Jambi van de provincie Jambi, Indonesië. Berembang telt 2264 inwoners (volkstelling 2010).